# Казаковское (Свердловская область)
Казаковское — село в Талицком городском округе Свердловской области России.

## География

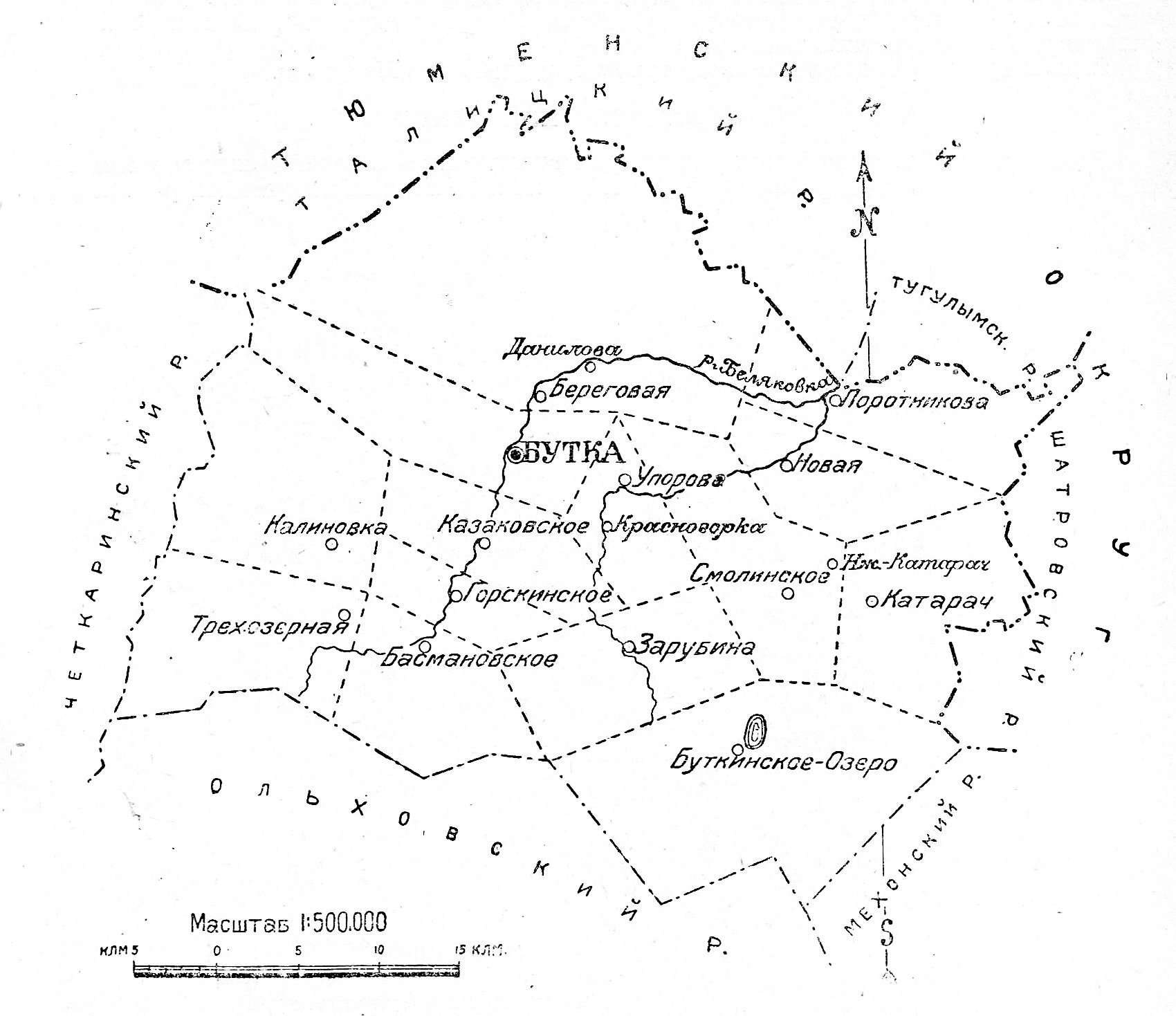
Казаковское на схеме Буткинского района; 1928 год

Село Казаковское муниципального образования Талицкий городской округ Свердловской области расположено в 38 км южнее города Талица (по автомобильной дороге — 41 км), в верхнем течении по обоим берегам реки Беляковка (правый приток реки Пышма), ниже левого притока реки Калиновка.

## История
Казаковское существовало с середины XVIII века и было населено раскольниками. Жители села занимались земледелием. В 1833 году в селе уже было достаточное количество единоверцев, для которых в 1834 году была перестроена церковь. В 1896 году освящена новая церковь, взамен старой сгоревшей.
В 1900 году в селе открыта смешанная школа грамоты, помещающаяся в наёмном здании. В 1916 году село относилась к Буткинской волости. В 1928 году Казаковское было административным центром Казаковского сельсовета, входившего в Буткинский район Шадринского округа Уральской области. В 1928 году в селе работала школа и кооператив.

## Покровская церковь
В 1834 году под единоверческую церковь была перестроена церковь раскольников, а в 1838 году — освящена. В 1884 году эта церковь сгорела, и богослужение в 1884—1896 годах, совершалось в часовне (молитвенном доме), построенной на месте сгоревшего храма. В 1891 году заложена новая деревянная церковь, на старом каменном фундаменте. 24 апреля 1895 (1896) года в поселении освящена деревянная 1-престольная Покровская единоверческая церковь, названая в честь Покрова Пресвятой Богородицы. Церковь была закрыта в 1939 году.

## Население
| 2002 | 2010 | 2021 |
| ---- | ---- | ---- |
| 667  | ↘533 | ↘404 |

- По данным на 1902 год, в Казаковском приходе (всего 11 деревень и 2 села) жило 1746 человек (мужчин — 868, женщин — 878)[3].
- По данным переписи 1926 года в селе Казаковское было 210 дворов с населением 943 человека (мужчин — 455, женщин — 488), все русские[4].

## Инфраструктура
| Список улиц | Список улиц | Список улиц |
| #           | Тип         | Название    |
| ----------- | ----------- | ----------- |
| 1           | улица       | Декабристов |
| 2           | улица       | Зелёная     |
| 3           | улица       | Набережная  |
| 4           | улица       | 8 Марта     |
| 5           | улица       | Кузнецова   |
| 6           | улица       | Ленина      |
| 7           | переулок    | Набережный  |
| 8           | переулок    | Октябрьский |
| 9           | улица       | Куйбышева   |
| 10          | улица       | Лесная      |
| 11          | улица       | 1 Мая       |